# Acacia tucumanensis
Acacia tucumanensis är en ärtväxtart som beskrevs av August Heinrich Rudolf Grisebach. Acacia tucumanensis ingår i släktet akacior, och familjen ärtväxter. Inga underarter finns listade i Catalogue of Life.